# ねほりんぱほりん
『ねほりんぱほりん』は、2015年からNHK Eテレで放送されているトークバラエティ番組。2回の特別番組としての放送を経て、レギュラー化された。2024年現在、シーズン9まで放送されている。

## 番組内容
「人形劇×赤裸々トークショー」をコンセプトとして製作されている。
モグラのぬいぐるみ、ねほりん（声・山里亮太）とぱほりん（声・YOU）が聞き手となり、ブタのぬいぐるみに扮した「訳ありゲスト」を招いて、トークを展開する。訳ありゲストは仮の名前、山里とYOUは役名ではなく互いの名前で呼び合う。
トークの合間に難しい言葉が出た時には、ニュースキャスター風のウシのぬいぐるみ、ウシ澤典夫（声・石澤典夫）が登場し、ブタのぬいぐるみなどを交えて解説をする。
トークの締めくくりは、夜も更けた ねほりん・ぱほりん宅の遠景に「ニンゲンっておもしろい」のテロップで終わる。
次回予告は『ヤン坊マー坊天気予報』のオープニングのパロディとなっている。
予告の後、ウシ澤典夫が「ウシ澤じゃんけん、じゃんけんポン」で番組は締めくくられる。これは『サザエさん』エンディングのパロディである。
出演者全員がぬいぐるみに扮する意図を、山里は「人の顔色をうかがわないでなんでもしゃべれる空間」と説明している。また、訳ありゲストがブタなのは「タブー」を逆さまにしたためとしている。
チーフプロデューサーを務める大古滋久は、「ドギツい話もどこか優しく聞こえたり、まるで顔出しアリでしゃべってるように見えてくる」と説明。その秘密は、人形を操っている職人たちの技にあり、古くは『ひょっこりひょうたん島』や『プリンプリン物語』など、その時代から続く子ども番組の伝統の人形劇が「新しいモザイク」の形になって大人のトーク番組として進化した、と解説している。
収録は、先にラジオブースにて、山里・YOU・ゲストによるトーク部分を撮ってから編集し、後日、編集したトークに合わせて人形を動かしながら撮影を行うプレスコ手法が用いられている。そのため、取材開始から放送までに最低4カ月かかる。

### 沿革
番組はまずパイロット版 第1回 2015年7月1日に『ねほりんはほりん』という題名で、特別番組として放送。この放送回ではプロ彼女、没落社長を取り上げた。特にプロ彼女は話題を呼び、プロ彼女という言葉の生みの親である能町みね子も絶賛した
しかしその第1回放送後、過去に読売テレビが『ブラックマヨネーズのネホりん!ハホりん!』という特別番組を放送していたことが判明。そこで、番組ロゴの「は」が「ぱ」にも見えることから、パイロット版第2回（2016年1月3日放送、内容は「芸能スクープ記者・カメラマン」）のオープニングにて『ねほりんぱほりん』という番組名だったことにする旨の説明がされ、番組名が変更された。2016年10月5日からレギュラー放送が開始され、レギュラー版第1回（2016年10月5日放送、内容は「偽装キラキラ女子」）でも冒頭で番組名に関する説明がなされた。2017年3月でレギュラー放送は一旦終了した。
その後、2017年9月1日にスペシャル『夏の終わりの、ねほりんぱほりん』が放送され、同年10月4日よりEテレにて「シーズン2」が放送された。以降、年度の下期（10月-翌年3月）ごとに新シーズンを放送する形態が続いている。シーズン2以降は、各月の前半に新作、後半にアンコール放送を編成し、シーズンごとの新作は12本程度である。なお、アンコール放送には番組表で再放送マークは示されず、無印または「選」と表記された。
また、シーズン3以降は本放送に先駆け、「今年もやるよ〜！ねほりんぱほりん」と題した予告編が放送されている。内容は、山里、YOU（顔出し出演）とともにカンニング竹山が出演し（シーズン7まで）、有名人ゲストを招いての旧シーズンの振り返りや新シリーズの予告、過去の「訳ありゲスト」のその後の報告などがある。
シーズン1から5までは水曜日に放送してきたが、シーズン6は金曜日に枠移動。また、北京オリンピック・パラリンピックの関係上、2022年2月は第2週と第4週に、3月は第2週と第3週に新作が放送される変則的な編成となった。
シーズン7も同じ放送枠となったが、毎月最終金曜日には『美輪明宏 愛のモヤモヤ相談室』が当該時間帯に編成されるため、その際はアンコール放送も含めて休止となっていた。

## 出演者
| ぬいぐるみ | 担当                   |
| ---------- | ---------------------- |
| モグラ     | 聞き手                 |
| カエル     | 番組スタッフ           |
| ウシ       | 解説                   |
| ブタ       | ゲスト・上記以外の人物 |

声の出演
- ねほりん - 山里亮太（南海キャンディーズ）
- ぱほりん - YOU
- ナレーション、ウシ澤典夫 - 石澤典夫

## 人形操演
顔出しをしないで本音や裏側をゲストに聞くという番組を作るにあたり、ディレクターの藤江が「パペットでやってみては？」と思い付いたと、プロデューサーの大古は述べている。
| 人形               | 操者               |
| ------------------ | ------------------ |
| ぱほりん           | 清水正子           |
| ブタ               | 川口英子           |
| ブタ、カエル、ウシ | 山田はるか         |
| ねほりん           | 友松正人           |
| 介添え             | 亀野直美・山下潤子 |

人形を操演するスタッフはトーク収録時から同席し、ゲストの特徴をつかみ操演に反映する。トーク部分が編集された台本の製作と並行して、ゲストの特徴に似せたブタの人形を製作する。別収録のVTR出演者も同様に人形が作られる。トークの音声を聞きつつ、モニターと台本を見ながらソファの背もたれと座面の間で操演を行う。ねほりんとぱほりんは一体につきふたりで操演し、ブタは基本的にひとりで操演する。ぱほりんを担当する清水正子は「YOUさんは演じやすいが、一般の方であるゲストの特徴をつかむのは大変だろうと思う」と述べている。ゲストの人形操演を担当する川口英子と山田はるかも「緩急に乏しいゲストのトークに動きをつけるのが難しい」と述べている。通常の人形劇とは異なり大きな動きで表現をすることが少なく、トーク番組を人形劇で成立させるという新たな発見があり、可能性が広がったとしている。また、山田は「この番組を通して人形操演という職業が注目され、目指す人が増えると嬉しい」とコメントしている。
MCの二人が実際に声と人形を合わせた状態を見るのはオンエアで、それまでは出来上がりがわからない。人形操演について、YOUは「人形劇はNHKの宝」と評し、山里は「お家芸のこんな生かし方があったとは」「人形なのに『ゲストはこの時こういう表情をしていた』と思いだす」とコメントしている。

## 放送リスト
アンコール放送分は除く。

### パイロット版
| # | ゲスト                       | 初回放送日時                    |
| - | ---------------------------- | ------------------------------- |
| 1 | プロ彼女、没落社長           | 2015年7月1日 水曜 23:25 - 23:55 |
| 2 | 芸能スクープ記者・カメラマン | 2016年1月3日 日曜 22:30 - 23:00 |

### シーズン1
| #  | ゲスト                        | 初回放送日     | 備考     |
| -- | ----------------------------- | -------------- | -------- |
| 1  | 偽装キラキラ女子              | 2016年 10月5日 |          |
| 2  | 元国会議員秘書                | 10月12日       |          |
| 3  | 元薬物中毒者                  | 10月19日       | [ 注 3 ] |
| 4  | 2次元しか本気で愛せない女たち | 10月26日       |          |
| 5  | ハイスペ婚の女                | 11月2日        |          |
| 6  | 保育士                        | 11月9日        |          |
| 7  | 宝くじ1億円当せん者           | 11月30日       |          |
| 8  | 痴漢えん罪経験者              | 12月7日        |          |
| 9  | 占い師                        | 12月21日       |          |
| 10 | 養子                          | 12月28日       |          |
| 11 | 億り人（すご腕投資家）        | 2017年 1月4日  |          |
| 12 | ナンパ教室に通う男            | 1月11日        |          |
| 13 | 地下アイドル 前編             | 2月1日         |          |
| 14 | 地下アイドル 後編             | 2月8日         |          |
| 15 | 整形する女                    | 3月1日         |          |
| 16 | 最終回！？リクエストSP        | 3月22日        | [ 注 4 ] |

### シーズン2
| #  | ゲスト                                     | 初回放送日     | 備考     |
| -- | ------------------------------------------ | -------------- | -------- |
| 0  | ヒモと暮らす女                             | 2017年 9月1日  | [ 注 5 ] |
| 1  | 少年院に入っていた人                       | 10月4日        |          |
| 2  | 元サークルクラッシャー                     | 10月11日       |          |
| 3  | パパ活女子                                 | 11月1日        |          |
| 4  | ネトゲ廃人                                 | 11月8日        |          |
| 5  | ヘリコプターペアレント                     | 12月6日        |          |
| 6  | 元子役                                     | 12月13日       |          |
| 7  | 腐女子                                     | 2018年 1月10日 |          |
| 8  | アイドルトップオタ                         | 1月17日        |          |
| 9  | ホストに貢ぐ女 前編                        | 2月7日         |          |
| 10 | ホストに貢ぐ女 後編                        | 2月14日        |          |
| 11 | 介護士                                     | 3月7日         |          |
| 12 | その後を知りたい！感謝をこめてリクエストSP | 3月14日        |          |

### シーズン3
| #  | ゲスト                           | 初回放送日     | 備考     |
| -- | -------------------------------- | -------------- | -------- |
| 0  | 今年もやるよ〜！ねほりんぱほりん | 2018年 10月3日 | [ 注 6 ] |
| 1  | マッチングアプリにハマる人       | 10月10日       | [ 注 7 ] |
| 2  | 買い物依存症の女                 | 10月17日       |          |
| 3  | 元極道                           | 11月7日        |          |
| 4  | 児童養護施設で育った人           | 11月14日       |          |
| 5  | LGBTのカップル                   | 12月5日        |          |
| 6  | 喪女                             | 12月12日       |          |
| 7  | 仮想通貨投資家                   | 2019年 1月9日  |          |
| 8  | あるコスプレイヤー               | 1月16日        |          |
| 9  | プロになれなかった元奨励会員     | 2月6日         |          |
| 10 | 戸籍のない人                     | 2月13日        |          |
| 11 | 羽生結弦で人生変わった人         | 3月6日         | [ 注 8 ] |
| 12 | その後を知りたい女たちスペシャル | 3月13日        |          |

### シーズン4
| #  | ゲスト                             | 初回放送日     | 備考      |
| -- | ---------------------------------- | -------------- | --------- |
| 0  | 今年もやるよ〜!ねほりんぱほりん    | 2019年 10月2日 | [ 注 6 ]  |
| 1  | 元詐欺師                           | 10月9日        |           |
| 2  | 不妊治療をやめた人                 | 10月16日       |           |
| 3  | インフルエンサー 前編              | 11月6日        |           |
| 4  | インフルエンサー 後編              | 11月13日       |           |
| 5  | わが子を虐待した人                 | 12月4日        |           |
| 6  | 元メンヘラ製造機                   | 12月11日       |           |
| 7  | バ美肉おじさん                     | 2020年 1月8日  |           |
| 8  | 元ヤミ金                           | 1月15日        |           |
| 9  | マッチングアプリで真剣に婚活する人 | 2月5日         |           |
| 10 | ギャンブル依存症                   | 2月12日        |           |
| 11 | あの人は今 その後を知りたいSP      | 3月4日         | [ 注 9 ]  |
| 12 | 震災で家族が行方不明の人           | 3月11日        | [ 注 10 ] |

### シーズン5
| #  | ゲスト                         | 初回放送日     | 備考      |
| -- | ------------------------------ | -------------- | --------- |
| 0  | 今年もやるよ!ねほりんぱほりん  | 2020年 9月30日 | [ 注 11 ] |
| 1  | “世界一”のグルメガイド本調査員 | 10月7日        |           |
| 2  | 同人漫画家                     | 10月14日       |           |
| 3  | レンタルの彼女                 | 11月4日        |           |
| 4  | ウィキペディアン               | 11月11日       | [ 注 12 ] |
| 5  | 元談合屋                       | 12月2日        |           |
| 6  | 2020の港区女子                 | 12月9日        |           |
| 7  | LGBTカップルの子ども           | 2021年 1月6日  | [ 注 13 ] |
| 8  | あるこたつ記事ライター         | 1月13日        |           |
| 9  | ライバー                       | 2月3日         |           |
| 10 | 児童相談所職員                 | 2月10日        |           |
| 11 | 派遣型風俗のドライバー         | 3月3日         |           |
| 12 | あの人は今 その後を知りたいSP  | 3月10日        | [ 注 14 ] |

### シーズン6
| #  | ゲスト                         | 初回放送日     | 備考      |
| -- | ------------------------------ | -------------- | --------- |
| 0  | 今年もやるよ！ねほりんぱほりん | 2021年 10月1日 | [ 注 15 ] |
| 1  | 女子刑務所にいた人 前編        | 10月8日        |           |
| 2  | 女子刑務所にいた人 後編        | 10月15日       |           |
| 3  | 香港のデモに参加していた人     | 11月5日        |           |
| 4  | 親が“神様”を名乗る人           | 11月12日       |           |
| 5  | サレ妻・サレ夫                 | 12月3日        |           |
| 6  | 記憶をなくした人               | 12月10日       |           |
| 7  | 売れないホスト                 | 2022年 1月7日  |           |
| 8  | 駅員                           | 1月14日        |           |
| 9  | “特定”が得意な人               | 2月11日        |           |
| 10 | リストラの担当者               | 2月25日        |           |
| 11 | 復興活動から離れた人           | 3月11日        |           |
| 12 | あの人は今?その後を知りたいSP  | 3月18日        | [ 注 16 ] |

### シーズン7
| #  | ゲスト                         | 初回放送日     | 備考      |
| -- | ------------------------------ | -------------- | --------- |
| 0  | 今年もやるよ！ねほりんぱほりん | 2022年 10月7日 | [ 注 17 ] |
| 1  | ギリギリFIRE                   | 10月14日       |           |
| 2  | ボディーガード                 | 10月21日       |           |
| 3  | ある手配師                     | 11月4日        |           |
| 4  | 元刑務官                       | 11月11日       |           |
| 5  | 転売ヤー                       | 12月2日        |           |
| 6  | シングル里親                   | 12月9日        |           |
| 7  | Twitterで婚活する人 前編       | 2023年 1月6日  |           |
| 8  | Twitterで婚活する人 後編       | 1月13日        |           |
| 9  | 元K-POPアイドル練習生          | 2月3日         |           |
| 10 | コンカフェのキャストと経営者   | 2月10日        |           |
| 11 | 友情結婚した人                 | 3月3日         |           |
| 12 | あの人は今!?その後を知りたいSP | 3月10日        | [ 注 18 ] |

### シーズン8
| #  | ゲスト                          | 初回放送日     | 備考             |
| -- | ------------------------------- | -------------- | ---------------- |
| 0  | 今年もやるよ〜!ねほりんぱほりん | 2023年 10月6日 | [ 注 19 ] [ 20 ] |
| 1  | 投げ銭にハマった人・前編        | 10月13日       | [ 21 ]           |
| 2  | 投げ銭にハマった人・後編        | 10月20日       | [ 22 ]           |
| 3  | 元チーター                      | 11月10日       | [ 24 ]           |
| 4  | ヤバい職場の採用担当者          | 11月17日       |                  |
| 5  | 夢女子                          | 12月1日        |                  |
| 6  | 在留資格がないまま育った人      | 12月8日        |                  |
| 7  | アフィリエイター                | 2024年 1月5日  |                  |
| 8  | 保健室の先生                    | 1月12日        |                  |
| 9  | 女性黒服                        | 2月2日         |                  |
| 10 | 元マル暴                        | 2月9日         |                  |
| 11 | 葬儀会社の人                    | 3月1日         | [ 注 21 ]        |
| 12 | あの人は今!?その後を知りたいSP  | 3月8日         | [ 注 22 ]        |

### シーズン9
| #  | ゲスト                          | 初回放送日     | 備考 |
| -- | ------------------------------- | -------------- | ---- |
| 0  | 今年もやるよ〜!ねほりんぱほりん | 2024年 10月4日 |      |
| 1  | 名前を変えて生きる人            | 10月11日       |      |
| 2  | アニメ制作進行                  | 10月18日       |      |
| 3  | 社長秘書                        | 11月1日        |      |
| 4  | コンビニエンスストアオーナー    | 11月8日        |      |
| 5  | 投げ銭を投げきった人たち        | 12月6日        |      |
| 6  | 救命救急センターで働いていた人  | 12月13日       |      |
| 7  | ポイ活で夢をかなえた人          | 2025年 1月10日 |      |
| 8  | 高級老人ホームで働く人          | 1月17日        |      |
| 9  | 復縁アドバイザー                | 2月7日         |      |
| 10 | 元力士                          | 2月14日        |      |
| 11 | 婚活をあきらめた人              | 3月7日         |      |
| 12 | “元薬物依存症”その後の人生      | 3月21日        |      |

### スペシャル
| タイトル                       | 放送日時                        | 備考          |
| ------------------------------ | ------------------------------- | ------------- |
| あけまして、ねほりんぱほりん   | 2017年1月1日 日曜 01:15 - 04:52 | [ 注 23 ]     |
| 夏の終わりの、ねほりんぱほりん | 0000 9月1日 金曜 22:00 - 22:50  | NHK総合テレビ |
| あけまして、ねほりんぱほりん   | 2018年1月1日 月曜 00:10 - 05:00 | [ 注 24 ]     |
| あけまして、ねほりんぱほりん   | 2019年1月1日 火曜 00:10 - 04:15 | [ 注 25 ]     |
| あけまして、ねほりんぱほりん   | 2020年1月1日 水曜 00:10 - 04:35 | [ 注 26 ]     |
| あけまして、ねほりんぱほりん   | 2021年1月1日 金曜 00:10 - 04:25 | [ 注 27 ]     |
| あけまして、ねほりんぱほりん   | 2022年1月1日 土曜 00:10 - 04:15 | [ 注 28 ]     |
| あけまして、ねほりんぱほりん   | 2023年1月1日 日曜 00:10 - 04:55 | [ 注 29 ]     |
| あけまして、ねほりんぱほりん   | 2024年1月1日 月曜 00:10 - 04:38 | [ 注 30 ]     |
| あけまして、ねほりんぱほりん   | 2025年1月1日 水曜 00:10 - 04:20 | [ 注 31 ]     |

いずれも最後の数分にねほりんとぱほりんによる穴掘りの映像が流れる。

## スタッフ
- キャラクターデザイン - 師岡とおる
- ロゴ・グラフィックデザイン - 柴谷麻以（電通）
- プランナー - 茂庭竜太（電通）
- オープニングCG - 小松好幸（POWER GRAPHIXX）
- 人形製作 - 浅利真友子、望月由美、曽根慎一郎、竹田幸子、須賀直美（七速）
- 人形操演 - 清水正子（ぱほりん担当）[14]、川口英子（ブタ担当）[14]、友松正人、山田はるか（ブタ、カエル、ウシ担当）[14]、亀野直美、山下潤子
- ジオラマ製作 - 木目憲悟（マーブリング・ファインアーツ）
- 撮影 - 中村直史
- 音声 - 高際孝
- 照明 - 鈴木英夫、青木智英
- ディレクター - 藤江千紘、中橋孝雄
- 制作統括 - 大古滋久